# ドールズ (小説)
『ドールズ』は、高橋克彦による日本の怪奇小説・推理小説、及びそれを原作としたテレビドラマ、ラジオドラマ、舞台。あるいは劇中に登場する喫茶店の名前。

## 概要
岩手県盛岡市の喫茶店「ドールズ」を舞台に、7歳の少女の身体で現代に蘇った江戸時代の人形師を主人公に展開するシリーズ小説。第1作『闇から来た少女』はごく普通の少女だった怜の身に起きた異変と目吉の目覚めを描くホラーで主人公は結城恒一郎。第2,3作目は目吉が探偵役を務めるミステリとなり第4,5作目は伝奇小説となる変則シリーズ。『闇から来た少女』を前日譚と位置づけ、ミステリ小説として第2,3作目を読むこともできる。
テレビドラマ版とラジオドラマ版では、「少女の姿と声色はそのままに、口調と表情が突如江戸言葉になる」という作中の設定に反し、怜人格と目吉人格で声優が代わり、目吉人格に身体の主導権が移ると男性の声になるという演出が用いられた。これに対し、高橋克彦ファンクラブ代表の阿部旨宏は文庫版『ドールズ -闇から覗く顔-』の後書きで、「（現代の少女の姿で黄泉返った目吉を表現する手法として）読者を頷かせる重要な部分を変えてしまっている」と苦言を呈している。

## 登場人物
月岡怜（つきおか れい）
交通事故で生死を彷徨ったことをきっかけに、前世の人格である江戸時代の生き人形師・泉目吉の精神を宿すようになった少女。シリーズ初出では7歳。宿主となる怜の人格とはいわゆる二重人格状態にあるが、目吉が怜の意識をコントロールしているため、怜の人格は目吉の存在には気づかず、ごく普通の小学生として暮らしている。怜に目吉の人格が現れている時も、怜本来の人格が現れている時も地の文での表記は「怜」で統一されている。
目吉の人格が現れている時の怜は一人称「あっし」の江戸言葉で喋り、少女の姿と声色そのままに、酸いも甘いも噛み分けた大人の笑みを浮かべる。容疑者達の些細な行動から犯行を見抜き、彼らの心の闇を解きほぐす。江戸折紙やスケッチといった現代で失われた老練の技術を、幼い子供の手で披露して見せ、それが真相解明の手がかりとなる事も。怜人格の保護あるいは正体を隠匿するために子どもの素振りを通して犯人を誘導したり、被疑者との対話のために一対一で相手と対峙することもある。
現代の少女の体になっても目吉本人の嗜好は変わらないため、恒一郎達に酒や煙草、寿司などをねだったり、怜が苦手な酢の物や刺身を怜本人の代わりに平らげてしまうお茶目な面がある。怜本人の好物はアイスクリームだが、目吉は生前患っていた胆石の影響もあり、スパゲティ、アイスクリームなどに代表される脂っこい食事を好まない。
目吉人格の一人称が「あっし」である一方、怜人格の一人称は「玲ちゃん」。真司と恒一郎は目吉人格を「センセー（目吉センセー）」と呼ぶ。
泉目吉（いずみ めきち）
怜の前世である、幕末の人形師。回向院の門前町に店を構え、歌舞伎の小道具や人形細工を作っていた。幽霊や死体、生首等のおどろおどろしい生き人形が得意で、今で言うSFXに近いものを作っていた。回向院の祭礼で『変死人形競』と題した、身投げや首吊り死体を本物そっくりに再現した人形で好評を博したという。
月岡真司（つきおか しんじ）
喫茶店「ドールズ」のマスターであり、怜の父親。怜の母親である妻は既に他界している。
結城恒一郎（ゆうき　こういちろう）
「ドールズ」1階にテナントを構える古書店「同道堂」の店主。怜の叔父で真司の義弟。35歳。怜の体に甦った目吉を目覚めさせることの協力をあおぐことで知り合った香幸に惹かれ、恋人となる。
小夜島香幸（さよじま かゆき）
仙台市に住む女流人形作家。恒一郎の恋人。
戸崎
盛岡市の医大付属病院に勤務する医師、月岡真司の友人。転生という怜の症例に深い関心を抱き、よき理解者となる。　　　　
松室
盛岡市の病院に勤務する医師。戸崎の後輩。戸崎とともに怜の治療に当たる。

## 用語
ドールズ
真司が道楽で経営している喫茶店の名。店の中央には三千万円相当の巨大なドールズ・ハウス、くすんだ板壁にはアルフォンス・ミュシャやグスタフ・クリムトのオリジナルポスターが無造作に貼られており、天井からは大きな飛行機の模型が吊り下げられている。
同道堂
恒一郎が経営する古書店。江戸の風俗資料や芝居、人形関係の本を主に扱っている。

## 既刊一覧
- ドールズ 闇から来た少女（1987年5月 C★NOVELS）
  - 改題『闇から来た少女 ドールズ』（1989年12月 中公文庫）
  - 改題『ドールズ』（1997年8月 角川文庫）

＊書き下ろし
- 闇から覗く顔 ドールズ（1990年10月 中央公論社）
  - 改題『ドールズ 闇から覗く顔』（1993年7月 中公文庫 / 1998年2月 角川文庫）

＊掲載紙
- 紙の蜻蛉（『別冊婦人公論』1989年）
- お化け蝋燭（『別冊婦人公論』1989年）
- 鬼火（『別冊婦人公論』1990年）
- だまし絵（『別冊婦人公論』1990年）

- ドールズ 闇から招く声（2001年9月 角川書店 / 2004年2月 角川文庫）

＊掲載紙
- （『小説中公』1995年2月 - 12月号）
- （『本の旅人』1999年2月 - 2001年9月号）

- ドールズ 月下天使（2008年9月 角川書店 / 2011年9月 角川文庫）

＊掲載紙
- 使命（『本の旅人』2002年6月号 - 2002年12月号、2003年2月号 - 2003年8月号）
- 神の手（『小説野性時代』2004年6月号 - 2004年12月号、2005年2月号 - 2005年7月号）
- 導きの道（『小説野性時代』2005年10月号 - 2006年1月号、2006年11月号 - 2007年6月号、2007年8月号 - 2008年9月号）

- ドールズ 最終章 夜の誘い（2013年12月 角川書店 / 2016年8月 角川文庫）[1]

＊掲載紙
- （『小説野性時代』2009年4月号 - 2013年11月号）

## ラジオドラマ
1988年、NHK-FM『アドベンチャーロード』枠で『ドールズ〜闇から来た少女〜』のタイトルで放送。10月17日 - 10月28日（全10回）
主人公は怜の父親であり喫茶店「ドールズ」経営者の結城恒一郎。原作の真司と恒一郎の役割が統合されている。
キャスト
- 木下秀雄、岩崎恵、松阪隆子、川久保潔

スタッフ
- 原作：高橋克彦
- 脚色：久保田圭司
- 音楽：天上昇
- 歌：菩提樹
- 演出：上野友夫

## テレビドラマ
1993年10月11日に『闇から来た少女』のタイトルで関西テレビ「特選!黒のサスペンス」枠で放送された（放送時間：22:00 - 22:54）。
原作の真司と恒一郎の役割が統合されており、怜の父・恒一郎が古書店主となっている。
キャスト
- 大沢樹生：華村研。折り紙作家。
- 香坂みゆき：小夜島香雪。人形作家で恒一郎の恋人。
- 大野麻那：月岡怜。無口な少女。
- 本田博太郎：恒一郎。怜の父。古書店主。
- 伊佐山ひろ子
- 加倉井えり
- 松井紀美江
- 工藤啓子
- 永井一郎：泉目吉（声の出演）

ほか 
スタッフ
- 制作会社：関西テレビ・アズバーズ
- 制作：加藤哲夫（関西テレビ放送）
- 企画・プロデューサー：林宏樹（関西テレビ放送）
- プロデューサー：横山直美
- 原作：高橋克彦「闇から覗く顔『紙の陽炎』より」
- 脚本：小木鳴彦
- 演出：小田切成明